# Euphorbia falcata
Euphorbia falcata L. es una especie fanerógama perteneciente a la familia de las euforbiáceas. 

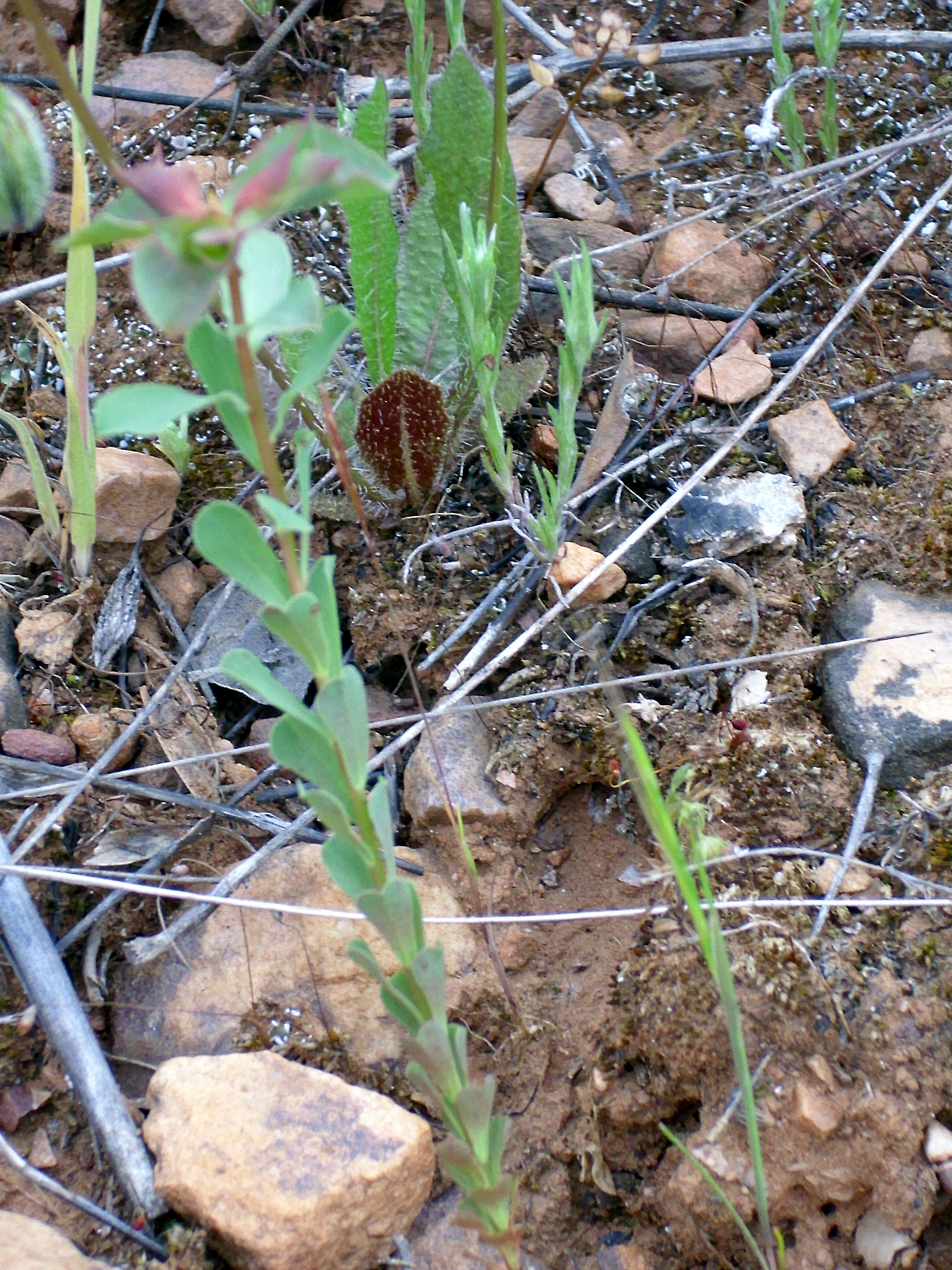
Vista de la planta

## Distribución y hábitat
Es nativa de Macaronesia, región del mediterráneo, prolongándose hasta el Himalaya. Se encuentra en los márgenes de caminos, prados anuales, campos baldíos, etc. 

## Descripción
Es una lechetrezna herbácea de pequeño tamaño. La inflorescencia tiene muchas hojas con las brácteas muy anchas y características. Las hojas se doblan sobre sí mismas y tienen el ápice agudo con un mucrón, al igual que las brácteas. Las flores tienen nectarios semicirculares con apéndices muy poco evidentes. Las semillas están ornamentadas, con una arista dorsal marcada y surcadas transversalmente.

## Taxonomía
Euphorbia falcata fue descrita por Carlos Linneo y publicado en Species Plantarum 1: 456. 1753.
Etimología
Euphorbia: nombre genérico que deriva del médico griego del rey Juba II de Mauritania (52 a 50 a. C. - 23), Euphorbus, en su honor – o en alusión a su gran vientre –  ya que usaba médicamente Euphorbia resinifera. En 1753 Carlos Linneo asignó el nombre a todo el género.
falcata: epíteto latino que significa "con forma de hoz".
Sinonimia
- Esula falcata (L.) Haw. (1812).
- Keraselma falcata (L.) Raf. (1838).
- Keraselma falcatum (L.) Raf. (1838).
- Tithymalus falcatus (L.) Klotzsch & Garcke (1858).
- Euphorbia falcata var. genuina Maire (1927), nom. inval.
- Galarhoeus falcatus (L.) Prokh. (1941).[4][5]

## Nombre común
- Castellano: esula simple, lechetrezna tonta, tésula.[6]